# Тре-Вілле
Тре-Вілле (італ. Tre Ville) — муніципалітет в Італії, у регіоні Трентіно-Альто-Адідже,  провінція Тренто. Муніципалітет утворено 1 січня 2016 року шляхом об'єднання муніципалітетів Раголі, Преоре та Монтаньє.
Тре-Вілле розташоване на відстані близько 490 км на північ від Рима, 26 км на захід від Тренто.
Населення — 1396 осіб (2015).
Щорічний фестиваль відбувається 15 лютого. Покровитель — San Faustino.

## Демографія
Населення за роками:

## Сусідні муніципалітети
- Бледжо-Інферіоре
- Дімаро-Фольгарида
- Мольвено
- Пінцоло
- Сан-Лоренцо-ін-Банале
- Стеніко
- Тіоне-ді-Тренто
- Туенно
- Борго-Ларес
- Порте-ді-Рендена
- Боченаго
- Пелуго
- Сп'яццо